# Rituele zandtekeningen

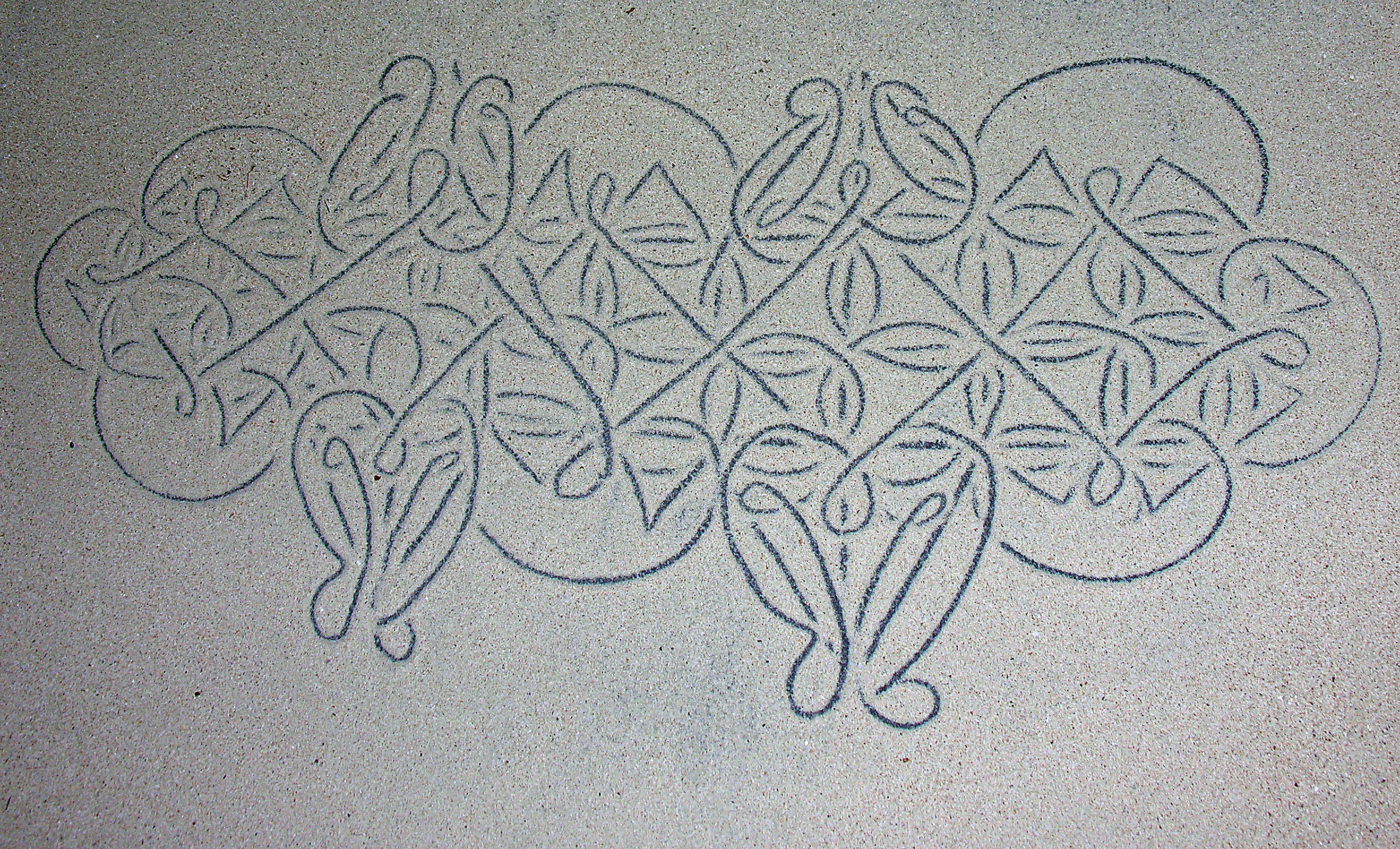
Rituele zandtekening

De rituele zandtekeningen vormen een artistiek ritueel van de Melanesische staat Vanuatu. Dit ritueel werd in 2008 toegevoegd aan de Orale en Immateriële werelderfgoedlijst van UNESCO.